# 尾津喜之助
尾津 喜之助（おづ きのすけ、1897年〈明治30年〉1月28日 - 1977年〈昭和52年〉6月28日）は、昭和期の露天商、関東尾津組組長。

## 来歴
東京府本所相生町（現在の東京都墨田区）に鍛冶職人の子として生まれる。母は水戸藩の士族の娘であったが、尾津が2歳のときに出奔し消息不明になる。
独力で府立第三中学校（現・東京都立両国高等学校）に合格するが、継母の反対により入学を許されず、激怒した尾津は家を飛び出した。
職を転々とした後、的屋組織飯島一家に属す。右翼団体「皇国決心団」を組織し、摂政宮（後の昭和天皇）の車列警備を妨害したブラジル公使に抗議しブラジル公使館に殴り込みをかけるなどの売名行為を行った後、新宿で関東尾津組を結成。
関東尾津組は多摩川沿岸、八王子・川越の手前までを縄張りに入れたが、1930年（昭和5年）に「関東兄弟分連盟」を結成して勢力を得た弟分の高山春吉を尾津が放った刺客が殺害、1932年（昭和7年）に殺人教唆の罪で宮城刑務所に収監された（山形事件）。1941年（昭和16年）に仮出獄。
第二次世界大戦終結直後に新宿駅東口の焼け跡に青空マーケットの闇市「新宿マーケット」を作り、「光は新宿より」のキャッチ・フレーズで売り出した。当時の淀橋警察署署長と尾津は蜜月関係にあり、1945年10月には東京都露天商同業組合理事長に就任し、“街の商工大臣”と称された。在京の的屋・露天商・愚連隊を統率して、戦後の混乱期に幅を利かせていた外国人勢力との攻防や私鉄争議の仲裁をこなしながら、戦後の混乱期における治安維持の一翼を担った。
1946年（昭和21年）には、当時の厚生大臣河合良成の協力を得て輪タク（自転車タクシー）事業を始め、盛況を得る。しかし、法的には新宿マーケットは私有地の不法占拠であったことから、同年8月に中村屋など地権者が尾津を告訴し、9月16日に即時明け渡し要求の民事訴訟を提起した。尾津はこれを拒絶して紛争となり、暴力、恐喝罪などで二度にわたり検挙されている。1948年（昭和23年）に有罪の二審判決を受けるが、「被告が終戦直後の混沌状態の中で、熱意と力をもって新宿復興に敢然と立ち上がった勇気は多とする」と裁判長から言葉をかけられた。
1947年（昭和22年）の第23回衆議院議員総選挙に東京都第1区から立候補し、大野伴睦・石橋湛山ら日本自由党重鎮や大久保留次郎の説得により入党するものの、最終的に正式な公認は得られずに落選。
その後、同年7月の闇市、露天商の顔役一斉検挙の際に逮捕され、服役するが、サンフランシスコ平和条約発効の恩赦により1952年（昭和27年）に釈放。尾津商事株式会社を設立して「竜宮マート」を建設するなど事業を手掛ける。
1953年（昭和28年）6月、元法務府長官の花村四郎が持っていた日刊『万朝報』の題字の使用権を200万円で買いとって同紙を復刊し、東京温泉の脱税など暴露記事を掲載し、常盤相互銀行や西村金融などの不正事件をもとに恐喝したとして検挙された。万朝報は1954年に廃刊となった。
1960年（昭和35年）、ハガチー事件をテレビ中継で見た尾津は、「安保反対はそれはそれとして、戦勝国の国賓に投石するとは無分別この上ない。現在の日本の立場を鑑て、我々としても決起しなければならない」として東京の的屋の親分衆を集めて「全日本神農同志会」を結成。衆議院議員の田中栄一（元・警視総監）を経由してアイク歓迎実行委員会と連携しつつ、アイゼンハワー訪日に関与する妨害への阻止行為を行うため1万5千人の動員体制を築いた。
1977年6月28日、越谷の自宅で死没。戒名は義修院浄照喜厳大居士。

## 家族
長女の尾津豊子（1944年東京都生まれ）は少女時代に『二十四の瞳』など映画数本に子役として出演、青山女子短期大学国文科卒業後、日本料理店経営。著書に喜之助の人生を綴った『光は新宿より』 (K&Kプレス、1998年5月1日)がある。

## 著書
- 『沙娑の風』喜久商事出版部、1948年。
- 『新やくざ物語』早川書房、1953年。

## 関連書籍
- 猪瀬健治『実録・関東尾津組伝 新宿残侠伝』（1980年、徳間書店 トクマドキュメントシリーズ）
- 尾津豊子『光は新宿より』 (1998年、K&Kプレス）
- フリート横田『新宿をつくった男 戦後闇市の王・尾津喜之助と昭和裏面史』(2024年、毎日新聞出版)